# John Cassin
John Cassin (Condado de Chester, Pensilvânia, 6 de setembro de 1813 – Filadélfia, 10 de janeiro de 1869) foi um ornitólogo dos Estados Unidos. Ele trabalhou como curador e vice-presidente na Academia de Ciências Naturais da Filadélfia e se concentrou na classificação sistêmica da extensa coleção de pássaros da Academia. Ele foi um dos fundadores do Delaware County Institute of Science e publicou vários livros descrevendo 194 novas espécies de pássaros. Cinco espécies de pássaros norte-americanos, uma cigarra e um mineral são nomeados em sua homenagem.

## Juventude e educação
Cassin nasceu em Upper Providence Township, Pensilvânia, em 6 de setembro de 1813. Ele foi educado na Escola Westtown em Westtown, Pensilvânia. Seu tio-avô, John Cassin, foi um comodoro na Marinha dos Estados Unidos e serviu na Guerra de 1812.
Ele serviu no Exército da União durante a Guerra Civil Americana e foi mantido prisioneiro na infame Prisão Confederada Libby em Richmond, Virginia.

## Carreira
Cassin mudou-se para a Filadélfia em 1834 e tornou-se o chefe de uma empresa de litografia na qual muitas de suas ilustrações de pássaros foram impressas posteriormente. Ele serviu por um breve período na Câmara Municipal da Filadélfia. Ele era membro da Sociedade Zoológica, da Sociedade Filosófica Americana e da Sociedade Histórica da Pensilvânia. Em 1833, Cassin, junto com 4 colegas, fundou o Delaware County Institute of Science em Media, Pensilvânia.
Em 1842, foi eleito curador da Academia de Ciências Naturais da Filadélfia. De 1846 a 1850, Thomas Bellerby Wilson, um rico patrono da Academia, interessou-se pelo departamento de ornitologia e adquiriu uma coleção de mais de 25 000 pássaros. A Academia tinha a maior coleção ornitológica dos Estados Unidos na época e incluía uma extensa coleção de espécies não norte-americanas. Esta coleção excepcional de pássaros permitiu que Cassin se tornasse o principal taxonomista ornitológico do mundo.
Cassin trabalhou quase exclusivamente na Academia, concentrando-se na pesquisa e na classificação sistemática de espécies, em vez de no trabalho de campo. Ele descreveu 194 novas espécies de pássaros e revisou várias famílias nas publicações da Academia. Suas publicações incluem Birds of California, com descrições e gravuras coloridas de cinquenta espécies; Sinopse das Aves da América do Norte; Ornitologia da Expedição de Exploração dos Estados Unidos; Ornitologia da Expedição ao Japão; Ornitologia da Expedição Astronômica de Gillis ao Chile; e capítulos sobre aves de rapina e pernaltas em Ornitologia da Ferrovia do Pacífico Explorações e pesquisas. Ele também foi co-autor de Birds of North America (1860) com Spencer Fullerton Baird e George Newbold Lawrence.
Os espécimes coletados nas pesquisas Pacific Railroad Surveys e Mexican Boundary Surveys foram enviadas para a Academia e complementaram a coleção. Cassin ajudou a revisar as publicações que surgiram dessas pesquisas.
Martha Maxwell foi aluna de Cassin na Academia de Ciências Naturais de 1862 a 1869.
Cassin foi eleito vice-presidente da Academia de Ciências Naturais em 1864.
Ele morreu em 1869 de envenenamento por arsênico causado pelo manuseio de peles de pássaros preservadas com arsênico. Sua coleção de 4 300 pássaros foi comprada por $ 500 por John Whipple Potter Jenks para o museu de história natural da Brown University.
Ele está enterrado no cemitério Laurel Hill, na Filadélfia.
Sepultado no Cemitério Laurel Hill.

## Obras
As obras mais conhecidas são:
- Catalogue of the caprimulgidae in the Collection of the Academy of Natural Sciences of Philadelphia, Philadelphia, Academy of Natural Sciences of Philadelphia, 1851
- Illustrations of the Birds of California, Texas, Oregon, British, and Russian America. Philadelphia: J. B. Lippincott & Co., 1856
- United States Exploring Expedition. During the Years 1838, 1839, 1840, 1841, 1842. Under the Command of Charles Wilkins, U.S.N., Philadelphia, C. Sherman & Son, 1858